# Ritratto del duca d'Antin
Il Ritratto del duca d'Antin è un dipinto realizzato tra il 1708 ed il 1719 dal pittore francese Hyacinthe Rigaud che rappresenta il duca Louis Antoine de Pardaillan de Gondrin.

## Storia dell'opera
Il ritratto del duca d'Antin venne dipinto da Hyacinthe Rigaud al fine di commemorare la nomina del soggetto raffigurato a direttore dei Bâtiments du Roi, Académies et Manufactures nonché a protettore dell'Académie Royale nel 1708.
Grazie a questa testimonianza dell'autobiografia dell'artista (1716), ed alla relazione dell'Académie Royale, possiamo quindi sapere che l'effigie del duca d'Antin venne commissionata nel 1708 e probabilmente completata attorno al 1719, data nella quale effettivamente l'artista consegnerà la tela all'accademia.
Lo spirito generale della composizione, prova che Rigaud fu particolarmente attento ai desideri rappresentativi del suo modello, è solenne in quanto doveva essere posto in un luogo ufficiale per la medesima accademia ».
Il pittore ancora una volta si servì della descrizione che del soggetto fece il duca di Saint-Simon:

## Descrizione dell'opera

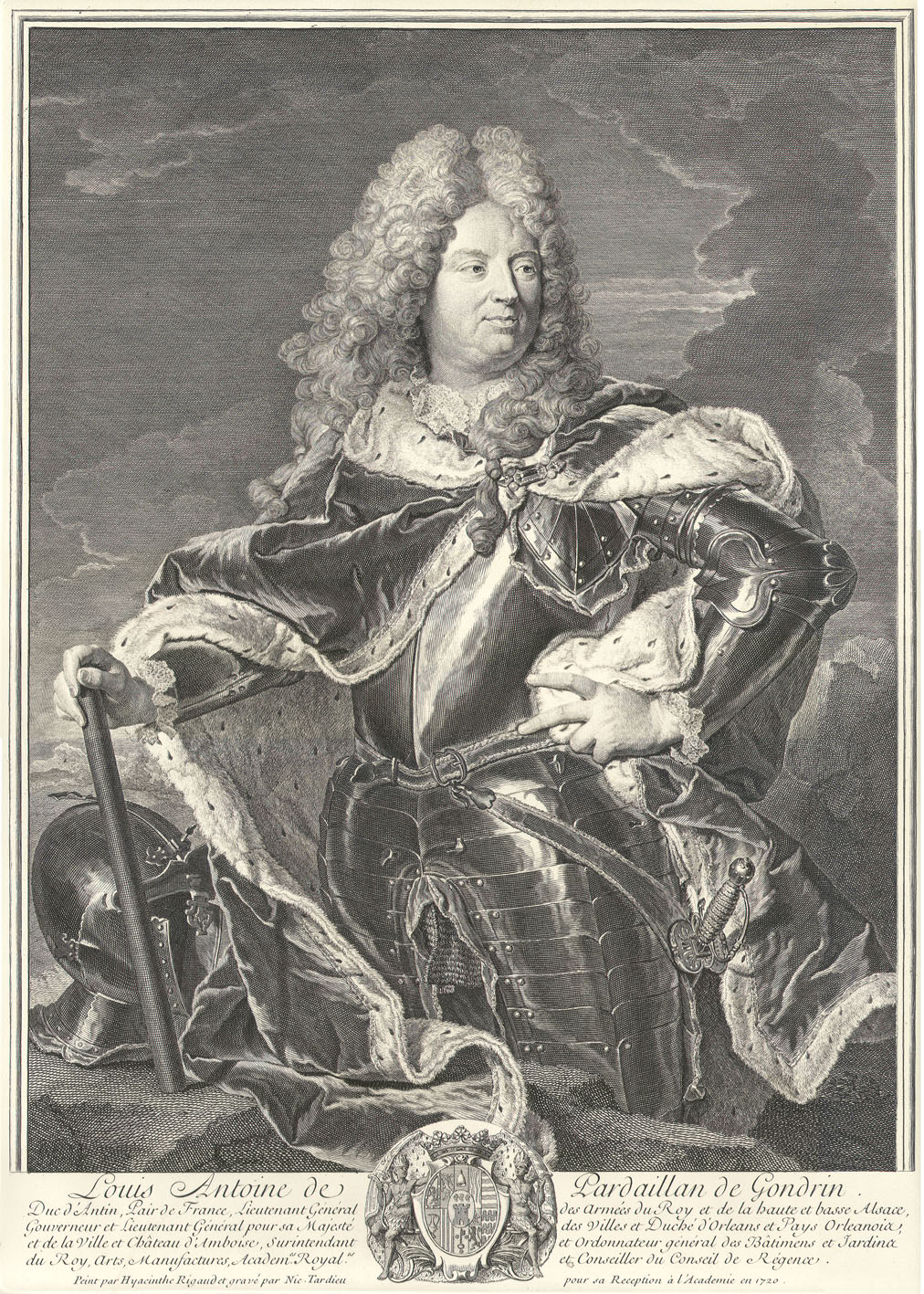
L'incisione di Tardieu derivata dal dipinto di Rigaud nella quale si possono notare le differenze tra le due opere

Questo grande ritratto, che raffigura il duca in abiti militari, utilizza una posa di successo tipica delle opere di Rigaud, simile a quella maresciallo-duca de Villars del 1704. In quella data, la tela del maresciallo era costata 530 livres. La medesima posa verrà ripresa anche nel 1716 nel ritratto del conte di Hoym ed in quello del principe del Liechtenstein nel 1740. Il soggetto del dipinto è rappresentato con un bastone del comando in una mano, posato su un tavolo accanto al quale si trova un elmo, mentre l'altra mano si posa sul fianco. L'allora marchese (otterrà poi il titolo di duca) è vestito con l'armatura tradizionale e un ampio mantello di ermellino. Porta a tracolla la fascia dell'ordine dello Spirito Santo.
La date precisa della consegna dell'opera, non è certa. Se la committenza commissionò il dipinto nel 1708, infatti, sembra che l'artista vi abbia impiegato più tempo a lavorarvi. Alcuni sono gli elementi che portano infatti a pensare che il dipinto sia stato consegnato e poi ritoccato con aggiunte. Innanzitutto già l'incisore Tardieu ne realizzò nel 1720 una copia nella quale non figura logicamente il cordone da cavaliere dell'Ordine dello Spirito Santo che d'Antin ricevette il 7 giugno 1724, pertanto si ha ragione di credere che la copia attuale sia da ritenersi addirittura terminata in maniera definitiva dopo il 1724.
In un'altra copia a mezzobusto venduta da Christie’s nel marzo del 2004, solo la testa del duca è conforme al quadro d'origine: il drappeggio del mantello è differente così come l'aspetto dell'armatura.

## Copie dell'opera
- Ritratto eseguito da Rigaud, 138 x 103 cm, Reggia di Versailles (sala 85). Dipinto consegnato da Rigaud nel 1719 all'Académie. Al Louvre dal 1824. A Versailles all'epoca di Luigi Filippo (1833)[8].
- Ritratto, 120 x 91 (con varianti sulla mano destra, bastone da comandante più corto), Reggia di Versailles. Anticamente all'Académie royale de peinture. A Versailles all'epoca di Luigi Filippo; in deposito al museo di Metz[9].
- Ritratto, 135 x 104, Reggia di Versailles. Anticamente nella collezione del castello, entrò a Versailles durante la Restaurazione provenendo dal museo del Louvre[10].
- Ritratto, 138 x 104, Châteauroux, Musée-hôtel Bertrand. Deposito del museo del Louvre nel 1872.
- Ritratto, 101 x 129, collezioni del duca d'Uzès.
- Ritratto, 145 x 114, Isola di Torcello (Venezia), collezione di Nicoletta Piccoli (per eredità di un mercante d'arte); venduto a Vienna, casa d'aste Dorotheum, il 16 ottobre 2007 per 30.000 euro; venduto a Monaco di Baviera, casa d'aste Hampel, 5 dicembre 2008.
- Ritratto (adattamento del busto con abbigliamento differente), 80 x 65,1, venduto a Londra da Christie’s il 4 marzo 2004; venduto a Londra da Christie’s il 22 aprile 2005.
- Incisione di Nicolas-Henri Tardieu dalla tela di Rigaud, nel 1720.
- Incisione di François Chéreau dalla tela di Rigaud, nel 1724
- Incisione di Jean Audran del 1716
- Incisione di Martin Bernigeroth del 1724, con busto in ovale, 14,3 x 9.